# Aérodrome d'Akiéni
L'aérodrome d'Akiéni est un aérodrome desservant la ville d'Akiéni dans la province du Haut-Ogooué, au Gabon. La piste se trouve à 4,3 kilomètres au nord-est de la ville.